# Balla Károlyné
Balla Károlyné Molnár Karolina (Pest, 1806 körül – Debrecen, 1866. június 27.) magyar színésznő.

## Élete
1827-től Balla Károly felesége volt, akitől három lánya és egy fia született – de őt csak Károly (felesége Klimo Karolina) és Anna (Reiszek Vilibaldné) élték túl. 1828-tól 15 éven át mint színésznő férje nyugdíjba meneteléig, annak társaságában dolgozott – együtt szerepeltek előbb Nagy Károlynál, aztán Pergő Celesztin, majd Megyeri Károly és végül férje igazgatása alatt – vidéken és Pesten (itt magyar és német színházban egyaránt sikerrel). Az 1830-as években színműveket fordított németről magyarra.
Halálát 6 havi gyengélkedés után, 1866. június 27-én hajnalban vízkórság okozta.

## Fontosabb szerepei
- Ronulde (Tigris Róbert)
- Emma (Keresztes vitézek)
- Amália (A bujdosó Ámor)
- Griseldis

## Művei
Színműveket fordított németről magyarra, melyek közül a következők megvannak kéziratban a budapesti Nemzeti Színház könyvtárában:
- Kis káplár, dráma 3 felv. Fried után (1833 elején került színre)
- Zelmira vagy Zuniga kardja, dráma 3 felv. Majláth János gróf után (Debrecenben 1833. szeptember 14-én adták elő)
- A’ köz jóért élő polgár nemes víg játék 2 szakaszban; írta August von Kotzebue (Debrecenben 1834. január 2-án adták elő)[2]
- Barátság és szív gyöngeségei, nézőjáték 5 felv. Guttenberg után (Hódmezővásárhelyen 1834. június 24-én adták elő)
- Corday Sarolta vagy Marat halála, dráma 4 felv. Ducange Victortól, Maeger ford. után (Debrecenben 1837. április 6-án adták elő)
- Bagoly tükör, kóbor ficzkó, vagy bohózatok bohózata, vígjáték 4 felv. Nestroy után (Egerben 1837. december 3-án adták elő)